# 小行星1627
小行星1627（1627 Ivar）是一颗围绕太阳公转的小行星。1929年9月25日，埃納·赫茨普龍在约翰内斯堡发现了此天体。
該小行星以赫茨普龍已故的兄弟命名。
这颗小行星的绝对星等为167.6067480831699等。